# Raid di Bezdany
Il raid di Bezdany fu una rapina ad un treno compiuta nella notte tra il 26 ed il 27 settembre 1908 nei pressi della cittadina di Bezdany (oggi Bezdonys, vicino a Vilnius) da un gruppo di rivoluzionari polacchi guidati dal futuro eroe nazionale Józef Piłsudski.
Nel 1906, con il sostegno delle autorità austriache Piłsudski aveva fondato una scuola militare a Cracovia per addestrare le sue Bojówki (squadre di combattimento), il braccio armato del Partito Socialista Polacco.
Nel 1908, aveva bisogno di fondi per sostenere i suoi progetti e decise dunque di assaltare un treno postale che trasportava proventi dei tributi da Varsavia a Pietrogrado.
All'azione parteciparono 20 persone, quattro donne (tra cui la sua futura sposa Aleksandra) e 16 uomini, tra i quali tre futuri primi ministri polacchi: Tomasz Arciszewski, Aleksander Prystor e Walery Sławek e altri futuri esponenti di spicco della vita politica polacca: Edward Gibalsk, Jerzy Sawicki e W. Momentowicz.
Il bottino fu di circa 200.000 rubli (circa 4 milioni di dollari al valore del 2008), una vera e propria fortuna per quei tempi.